# しほり (曲)
「しほり」は1989年12月15日に発売された、星美里（現・夏川りみ）のデビューシングル。

## 概要
タイトル曲は吉田旺作詞、三木たかし作曲の演歌。カップリングは武田鉄矢作詞、平尾昌晃作曲。ヒットには至らず、すでに廃盤になっている。星はその後も同名義でシングルを2枚出したものの、ヒットには至らず、1996年に引退。ブレイクは1999年に夏川りみの名義で再デビューし、2001年に「涙そうそう」を発売するまで待つこととなる。

## 収録曲
1. しほり
  - 作詞：吉田旺／作曲：三木たかし／編曲：竜崎孝路
2. 恋予報
  - 作詞：武田鉄矢／作曲：平尾昌晃／編曲：小杉仁志
3. しほり (instrumental)
4. 恋予報 (instrumental)

## 品番
- PCDA-00039